# 陶学文
陶学文（1930年5月—），男，上海人，中国力学教育家，曾任东北工学院教授，大连铁道学院教授，中国力学学会理事，辽宁省力学学会副理事长。